# Termisk solkraft

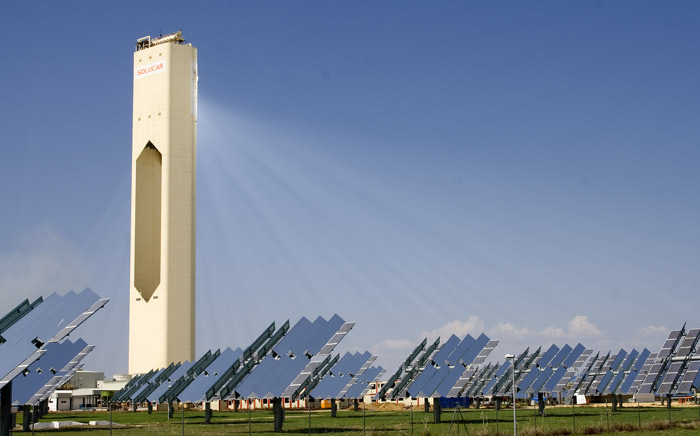
Planta Solar 10, Sevilla, koncentrerar solljus från ett fält med många plana speglar till ett centralt torn i mitten, där energin samlas upp.

Termisk solkraft (engelska: Concentrated solar power, CSP) är ett solenergisystem som använder linser eller speglar för att koncentrera solljuset från ett större område på en liten yta. Det koncentrerade ljuset värmer upp något medium i den mottagande ytan, som i sin tur driver en värmemaskin (vanligen en ångturbin) som är kopplad till en elektrisk generator.
Termisk solkraft skall inte förväxlas med solceller, där solenergin konverteras direkt till elektrisk energi utan användning av någon värmemaskin. Det förekommer även anläggningar där solljuset koncentreras på ytan av solceller, på liknande sätt som vid termisk solkraft. Dessa kallas CPV (concentrated photovoltaics).
Termisk solkraft förutsätter koncentrering av solljuset, vilket i sin tur endast är möjligt med direkt solstrålning och inte med diffust solljus. Prestanda för anordningar för CSP försämras kraftigt av moln och skuggning, mycket mer än vad som är fallet med enkla solceller, och passar därför bäst på platser med mycket låg molnighet. Dock kan termisk solkraft konstrueras med termiska lager vilket möjliggör fortsatt energiproduktion någon tid efter att solljuset försvunnit eller skuggats.

## Nuvarande teknik
Termisk solkraft används för att producera förnybar värme, kyla eller elektrisk energi. System med termisk solkraft använder optiska linser eller speglar och system som följer solen och koncentrerar solljuset från en stor infallsyta på en liten yta. Det koncentrerade ljuset används sedan som värmekälla för ett konventionellt värmekraftverk.
Teknik för att koncentrera det infallande solljuset förekommer i fyra vanliga former, nämligen raka parabolformade skärmar, paraboler, fresnelformade reflektorer och soltorn med absorbator. Varje teknik kan skapa höga temperaturer och med en motsvarande hög termodynamisk effektivitet, men effektiviteten varierar efter det sätt som de följer solljuset och fokuserar ljuset.
Många utvecklingsinsatser och innovationer har gjorts inom CSP-teknologin samtidigt som den konkurrerande solcellsteknologin också haft en stark utveckling. I dagsläget (2015) finns därför mycket få kommersiella CSP-anläggningar, och tekniken behöver utvecklas ytterligare för att kunna konkurrera kostnadsmässigt med solcellsteknologi.